# Lista di asteroidi (41001-42000)
Di seguito una lista di asteroidi dal numero 41001 al 42000 con data di scoperta e scopritore.

## 41001-41100
| Nome              | Designazione provvisoria | Data di scoperta | Scopritore           |
| ----------------- | ------------------------ | ---------------- | -------------------- |
| 41001 Samuel      | 1999 UG9                 | 29 ottobre 1999  | CSS                  |
| 41002 Tatsumi     | 1999 UW12                | 29 ottobre 1999  | CSS                  |
| 41003 Romy        | 1999 UZ12                | 29 ottobre 1999  | CSS                  |
| 41004 Wolner      | 1999 UA13                | 29 ottobre 1999  | CSS                  |
| 41005 -           | 1999 UJ13                | 29 ottobre 1999  | CSS                  |
| 41006 -           | 1999 UM13                | 29 ottobre 1999  | CSS                  |
| 41007 -           | 1999 UN14                | 29 ottobre 1999  | CSS                  |
| 41008 -           | 1999 UR14                | 29 ottobre 1999  | CSS                  |
| 41009 -           | 1999 UG15                | 29 ottobre 1999  | CSS                  |
| 41010 -           | 1999 UN15                | 29 ottobre 1999  | CSS                  |
| 41011 -           | 1999 UB16                | 29 ottobre 1999  | CSS                  |
| 41012 -           | 1999 UD17                | 30 ottobre 1999  | CSS                  |
| 41013 -           | 1999 UH22                | 31 ottobre 1999  | Spacewatch           |
| 41014 -           | 1999 UP23                | 28 ottobre 1999  | CSS                  |
| 41015 -           | 1999 UB24                | 28 ottobre 1999  | CSS                  |
| 41016 -           | 1999 UR24                | 28 ottobre 1999  | CSS                  |
| 41017 -           | 1999 UJ26                | 30 ottobre 1999  | CSS                  |
| 41018 -           | 1999 UB27                | 31 ottobre 1999  | CSS                  |
| 41019 -           | 1999 UV29                | 31 ottobre 1999  | Spacewatch           |
| 41020 -           | 1999 UO30                | 31 ottobre 1999  | Spacewatch           |
| 41021 -           | 1999 UL32                | 31 ottobre 1999  | Spacewatch           |
| 41022 -           | 1999 UZ36                | 16 ottobre 1999  | Spacewatch           |
| 41023 -           | 1999 UT38                | 29 ottobre 1999  | LONEOS               |
| 41024 -           | 1999 UW38                | 29 ottobre 1999  | LONEOS               |
| 41025 -           | 1999 UY38                | 29 ottobre 1999  | LONEOS               |
| 41026 -           | 1999 UC40                | 16 ottobre 1999  | LINEAR               |
| 41027 -           | 1999 UP44                | 30 ottobre 1999  | LONEOS               |
| 41028 -           | 1999 UL45                | 31 ottobre 1999  | CSS                  |
| 41029 -           | 1999 UY45                | 31 ottobre 1999  | CSS                  |
| 41030 Mariawomack | 1999 UQ46                | 31 ottobre 1999  | LONEOS               |
| 41031 -           | 1999 UA47                | 29 ottobre 1999  | CSS                  |
| 41032 -           | 1999 UC48                | 30 ottobre 1999  | CSS                  |
| 41033 -           | 1999 UW48                | 31 ottobre 1999  | CSS                  |
| 41034 -           | 1999 UJ49                | 31 ottobre 1999  | CSS                  |
| 41035 -           | 1999 UT50                | 30 ottobre 1999  | CSS                  |
| 41036 -           | 1999 UH51                | 31 ottobre 1999  | CSS                  |
| 41037 -           | 1999 US51                | 31 ottobre 1999  | Spacewatch           |
| 41038 -           | 1999 UX52                | 31 ottobre 1999  | CSS                  |
| 41039 -           | 1999 UX56                | 29 ottobre 1999  | CSS                  |
| 41040 -           | 1999 VR                  | 2 novembre 1999  | T. Urata             |
| 41041 -           | 1999 VV1                 | 4 novembre 1999  | T. Kagawa            |
| 41042 -           | 1999 VB2                 | 3 novembre 1999  | A. Sugie             |
| 41043 -           | 1999 VW4                 | 5 novembre 1999  | K. Korlević          |
| 41044 -           | 1999 VW6                 | 8 novembre 1999  | C. W. Juels          |
| 41045 -           | 1999 VX6                 | 8 novembre 1999  | C. W. Juels          |
| 41046 -           | 1999 VZ6                 | 8 novembre 1999  | C. W. Juels          |
| 41047 -           | 1999 VP7                 | 7 novembre 1999  | K. Korlević          |
| 41048 -           | 1999 VQ7                 | 7 novembre 1999  | K. Korlević          |
| 41049 Van Citters | 1999 VC9                 | 9 novembre 1999  | C. W. Juels          |
| 41050 -           | 1999 VF9                 | 8 novembre 1999  | K. Korlević          |
| 41051 -           | 1999 VR10                | 9 novembre 1999  | T. Kobayashi         |
| 41052 -           | 1999 VJ16                | 2 novembre 1999  | Spacewatch           |
| 41053 -           | 1999 VH18                | 2 novembre 1999  | Spacewatch           |
| 41054 -           | 1999 VL18                | 2 novembre 1999  | Spacewatch           |
| 41055 -           | 1999 VD20                | 10 novembre 1999 | K. Korlević          |
| 41056 -           | 1999 VX20                | 9 novembre 1999  | M. Ziboli            |
| 41057 -           | 1999 VU22                | 12 novembre 1999 | G. Hug, G. Bell      |
| 41058 -           | 1999 VC24                | 8 novembre 1999  | R. Pacheco, À. López |
| 41059 -           | 1999 VC26                | 3 novembre 1999  | LINEAR               |
| 41060 -           | 1999 VB28                | 3 novembre 1999  | LINEAR               |
| 41061 -           | 1999 VD28                | 3 novembre 1999  | LINEAR               |
| 41062 -           | 1999 VC29                | 3 novembre 1999  | LINEAR               |
| 41063 -           | 1999 VE29                | 3 novembre 1999  | LINEAR               |
| 41064 -           | 1999 VK29                | 3 novembre 1999  | LINEAR               |
| 41065 -           | 1999 VR29                | 3 novembre 1999  | LINEAR               |
| 41066 -           | 1999 VO31                | 3 novembre 1999  | LINEAR               |
| 41067 -           | 1999 VG32                | 3 novembre 1999  | LINEAR               |
| 41068 -           | 1999 VO32                | 3 novembre 1999  | LINEAR               |
| 41069 -           | 1999 VJ33                | 3 novembre 1999  | LINEAR               |
| 41070 -           | 1999 VS34                | 3 novembre 1999  | LINEAR               |
| 41071 -           | 1999 VY36                | 3 novembre 1999  | LINEAR               |
| 41072 -           | 1999 VX38                | 10 novembre 1999 | LINEAR               |
| 41073 -           | 1999 VG39                | 10 novembre 1999 | LINEAR               |
| 41074 -           | 1999 VL40                | 13 novembre 1999 | LONEOS               |
| 41075 -           | 1999 VG43                | 1 novembre 1999  | CSS                  |
| 41076 -           | 1999 VH43                | 1 novembre 1999  | CSS                  |
| 41077 -           | 1999 VT43                | 1 novembre 1999  | CSS                  |
| 41078 -           | 1999 VB44                | 3 novembre 1999  | CSS                  |
| 41079 -           | 1999 VP45                | 4 novembre 1999  | CSS                  |
| 41080 -           | 1999 VX45                | 4 novembre 1999  | CSS                  |
| 41081 -           | 1999 VW47                | 3 novembre 1999  | LINEAR               |
| 41082 -           | 1999 VQ48                | 3 novembre 1999  | LINEAR               |
| 41083 -           | 1999 VO50                | 3 novembre 1999  | LINEAR               |
| 41084 -           | 1999 VC52                | 3 novembre 1999  | LINEAR               |
| 41085 -           | 1999 VL55                | 4 novembre 1999  | LINEAR               |
| 41086 -           | 1999 VU55                | 4 novembre 1999  | LINEAR               |
| 41087 -           | 1999 VS56                | 4 novembre 1999  | LINEAR               |
| 41088 -           | 1999 VO57                | 4 novembre 1999  | LINEAR               |
| 41089 -           | 1999 VM58                | 4 novembre 1999  | LINEAR               |
| 41090 -           | 1999 VS59                | 4 novembre 1999  | LINEAR               |
| 41091 -           | 1999 VY59                | 4 novembre 1999  | LINEAR               |
| 41092 -           | 1999 VD60                | 4 novembre 1999  | LINEAR               |
| 41093 -           | 1999 VR60                | 4 novembre 1999  | LINEAR               |
| 41094 -           | 1999 VH61                | 4 novembre 1999  | LINEAR               |
| 41095 -           | 1999 VK61                | 4 novembre 1999  | LINEAR               |
| 41096 -           | 1999 VN61                | 4 novembre 1999  | LINEAR               |
| 41097 -           | 1999 VO61                | 4 novembre 1999  | LINEAR               |
| 41098 -           | 1999 VG63                | 4 novembre 1999  | LINEAR               |
| 41099 -           | 1999 VL64                | 4 novembre 1999  | LINEAR               |
| 41100 -           | 1999 VW64                | 4 novembre 1999  | LINEAR               |

## 41101-41200
| Nome               | Designazione provvisoria | Data di scoperta | Scopritore               |
| ------------------ | ------------------------ | ---------------- | ------------------------ |
| 41101 -            | 1999 VE65                | 4 novembre 1999  | LINEAR                   |
| 41102 -            | 1999 VX66                | 4 novembre 1999  | LINEAR                   |
| 41103 -            | 1999 VE67                | 4 novembre 1999  | LINEAR                   |
| 41104 -            | 1999 VG67                | 4 novembre 1999  | LINEAR                   |
| 41105 -            | 1999 VR67                | 4 novembre 1999  | LINEAR                   |
| 41106 -            | 1999 VL69                | 4 novembre 1999  | LINEAR                   |
| 41107 Ropakov      | 1999 VX72                | 1 novembre 1999  | E. W. Elst, S. I. Ipatov |
| 41108 -            | 1999 VT73                | 1 novembre 1999  | Spacewatch               |
| 41109 -            | 1999 VC75                | 5 novembre 1999  | Spacewatch               |
| 41110 -            | 1999 VB78                | 4 novembre 1999  | LINEAR                   |
| 41111 -            | 1999 VF80                | 4 novembre 1999  | LINEAR                   |
| 41112 -            | 1999 VP82                | 5 novembre 1999  | LINEAR                   |
| 41113 -            | 1999 VQ83                | 2 novembre 1999  | Spacewatch               |
| 41114 -            | 1999 VC84                | 3 novembre 1999  | Spacewatch               |
| 41115 -            | 1999 VQ85                | 5 novembre 1999  | CSS                      |
| 41116 -            | 1999 VT85                | 4 novembre 1999  | LINEAR                   |
| 41117 -            | 1999 VM87                | 4 novembre 1999  | LINEAR                   |
| 41118 -            | 1999 VT87                | 5 novembre 1999  | LINEAR                   |
| 41119 -            | 1999 VV87                | 7 novembre 1999  | LINEAR                   |
| 41120 -            | 1999 VX87                | 7 novembre 1999  | LINEAR                   |
| 41121 -            | 1999 VP89                | 5 novembre 1999  | LINEAR                   |
| 41122 -            | 1999 VD90                | 5 novembre 1999  | LINEAR                   |
| 41123 -            | 1999 VX90                | 5 novembre 1999  | LINEAR                   |
| 41124 -            | 1999 VG91                | 5 novembre 1999  | LINEAR                   |
| 41125 -            | 1999 VD92                | 9 novembre 1999  | LINEAR                   |
| 41126 -            | 1999 VQ92                | 9 novembre 1999  | LINEAR                   |
| 41127 -            | 1999 VZ92                | 9 novembre 1999  | LINEAR                   |
| 41128 -            | 1999 VA93                | 9 novembre 1999  | LINEAR                   |
| 41129 -            | 1999 VD94                | 9 novembre 1999  | LINEAR                   |
| 41130 -            | 1999 VC96                | 9 novembre 1999  | LINEAR                   |
| 41131 -            | 1999 VA98                | 9 novembre 1999  | LINEAR                   |
| 41132 -            | 1999 VC98                | 9 novembre 1999  | LINEAR                   |
| 41133 -            | 1999 VF98                | 9 novembre 1999  | LINEAR                   |
| 41134 -            | 1999 VP100               | 9 novembre 1999  | LINEAR                   |
| 41135 -            | 1999 VP103               | 9 novembre 1999  | LINEAR                   |
| 41136 -            | 1999 VL104               | 9 novembre 1999  | LINEAR                   |
| 41137 -            | 1999 VE114               | 9 novembre 1999  | CSS                      |
| 41138 -            | 1999 VZ114               | 9 novembre 1999  | CSS                      |
| 41139 -            | 1999 VU119               | 3 novembre 1999  | Spacewatch               |
| 41140 -            | 1999 VV122               | 5 novembre 1999  | Spacewatch               |
| 41141 -            | 1999 VB125               | 10 novembre 1999 | LINEAR                   |
| 41142 -            | 1999 VF125               | 6 novembre 1999  | Spacewatch               |
| 41143 -            | 1999 VR129               | 11 novembre 1999 | Spacewatch               |
| 41144 -            | 1999 VA131               | 9 novembre 1999  | Spacewatch               |
| 41145 -            | 1999 VW135               | 9 novembre 1999  | LINEAR                   |
| 41146 -            | 1999 VS136               | 12 novembre 1999 | LINEAR                   |
| 41147 -            | 1999 VK137               | 12 novembre 1999 | LINEAR                   |
| 41148 -            | 1999 VU143               | 11 novembre 1999 | CSS                      |
| 41149 -            | 1999 VQ144               | 11 novembre 1999 | CSS                      |
| 41150 -            | 1999 VE146               | 12 novembre 1999 | LINEAR                   |
| 41151 -            | 1999 VH148               | 14 novembre 1999 | LINEAR                   |
| 41152 -            | 1999 VW148               | 14 novembre 1999 | LINEAR                   |
| 41153 -            | 1999 VB150               | 14 novembre 1999 | LINEAR                   |
| 41154 -            | 1999 VO151               | 14 novembre 1999 | LINEAR                   |
| 41155 -            | 1999 VG157               | 14 novembre 1999 | LINEAR                   |
| 41156 -            | 1999 VV157               | 14 novembre 1999 | LINEAR                   |
| 41157 -            | 1999 VX159               | 14 novembre 1999 | LINEAR                   |
| 41158 -            | 1999 VG160               | 14 novembre 1999 | LINEAR                   |
| 41159 -            | 1999 VE161               | 14 novembre 1999 | LINEAR                   |
| 41160 -            | 1999 VP163               | 14 novembre 1999 | LINEAR                   |
| 41161 -            | 1999 VM165               | 14 novembre 1999 | LINEAR                   |
| 41162 -            | 1999 VM168               | 14 novembre 1999 | LINEAR                   |
| 41163 -            | 1999 VX168               | 14 novembre 1999 | LINEAR                   |
| 41164 -            | 1999 VO169               | 14 novembre 1999 | LINEAR                   |
| 41165 -            | 1999 VW170               | 14 novembre 1999 | LINEAR                   |
| 41166 -            | 1999 VJ172               | 14 novembre 1999 | LINEAR                   |
| 41167 -            | 1999 VV172               | 14 novembre 1999 | LINEAR                   |
| 41168 -            | 1999 VB174               | 3 novembre 1999  | LONEOS                   |
| 41169 -            | 1999 VL174               | 12 novembre 1999 | LONEOS                   |
| 41170 -            | 1999 VW175               | 1 novembre 1999  | CSS                      |
| 41171 -            | 1999 VJ176               | 4 novembre 1999  | LINEAR                   |
| 41172 -            | 1999 VT176               | 5 novembre 1999  | LINEAR                   |
| 41173 -            | 1999 VP180               | 6 novembre 1999  | LINEAR                   |
| 41174 -            | 1999 VH184               | 15 novembre 1999 | LINEAR                   |
| 41175 -            | 1999 VN185               | 15 novembre 1999 | LINEAR                   |
| 41176 -            | 1999 VP186               | 15 novembre 1999 | LINEAR                   |
| 41177 -            | 1999 VB187               | 15 novembre 1999 | LINEAR                   |
| 41178 -            | 1999 VY187               | 15 novembre 1999 | LINEAR                   |
| 41179 -            | 1999 VW192               | 1 novembre 1999  | LONEOS                   |
| 41180 -            | 1999 VQ193               | 2 novembre 1999  | Spacewatch               |
| 41181 -            | 1999 VR194               | 1 novembre 1999  | CSS                      |
| 41182 -            | 1999 VL195               | 3 novembre 1999  | CSS                      |
| 41183 -            | 1999 VP195               | 3 novembre 1999  | CSS                      |
| 41184 Devogèle     | 1999 VW199               | 4 novembre 1999  | LONEOS                   |
| 41185 -            | 1999 VJ200               | 5 novembre 1999  | CSS                      |
| 41186 -            | 1999 VT200               | 5 novembre 1999  | CSS                      |
| 41187 -            | 1999 VB201               | 6 novembre 1999  | CSS                      |
| 41188 -            | 1999 VC201               | 6 novembre 1999  | CSS                      |
| 41189 -            | 1999 VE201               | 6 novembre 1999  | CSS                      |
| 41190 -            | 1999 VJ203               | 8 novembre 1999  | LONEOS                   |
| 41191 -            | 1999 VL203               | 8 novembre 1999  | CSS                      |
| 41192 -            | 1999 VB206               | 12 novembre 1999 | LINEAR                   |
| 41193 -            | 1999 VV206               | 10 novembre 1999 | LONEOS                   |
| 41194 -            | 1999 VH213               | 12 novembre 1999 | LONEOS                   |
| 41195 -            | 1999 VL221               | 4 novembre 1999  | LINEAR                   |
| 41196 -            | 1999 VV224               | 5 novembre 1999  | LINEAR                   |
| 41197 -            | 1999 VU228               | 3 novembre 1999  | CSS                      |
| 41198 -            | 1999 WB                  | 16 novembre 1999 | C. W. Juels              |
| 41199 Wakanaootaki | 1999 WC1                 | 21 novembre 1999 | R. A. Tucker             |
| 41200 -            | 1999 WA3                 | 27 novembre 1999 | K. Korlević              |

## 41201-41300
| Nome             | Designazione provvisoria | Data di scoperta | Scopritore          |
| ---------------- | ------------------------ | ---------------- | ------------------- |
| 41201 -          | 1999 WF4                 | 28 novembre 1999 | T. Kobayashi        |
| 41202 -          | 1999 WX6                 | 28 novembre 1999 | K. Korlević         |
| 41203 -          | 1999 WK7                 | 28 novembre 1999 | K. Korlević         |
| 41204 -          | 1999 WX8                 | 28 novembre 1999 | S. Sposetti         |
| 41205 -          | 1999 WZ8                 | 28 novembre 1999 | S. Sposetti         |
| 41206 Sciannameo | 1999 WG9                 | 27 novembre 1999 | Osservatorio Polino |
| 41207 -          | 1999 WK9                 | 29 novembre 1999 | P. Antonini         |
| 41208 -          | 1999 WL9                 | 29 novembre 1999 | Farra d'Isonzo      |
| 41209 -          | 1999 WB15                | 29 novembre 1999 | Spacewatch          |
| 41210 -          | 1999 WN18                | 27 novembre 1999 | LONEOS              |
| 41211 -          | 1999 XB1                 | 2 dicembre 1999  | T. Kobayashi        |
| 41212 -          | 1999 XO1                 | 2 dicembre 1999  | LINEAR              |
| 41213 Mimoun     | 1999 XG2                 | 2 dicembre 1999  | M. Bœuf             |
| 41214 -          | 1999 XZ3                 | 4 dicembre 1999  | CSS                 |
| 41215 -          | 1999 XH4                 | 4 dicembre 1999  | CSS                 |
| 41216 -          | 1999 XG5                 | 4 dicembre 1999  | CSS                 |
| 41217 -          | 1999 XT6                 | 4 dicembre 1999  | CSS                 |
| 41218 -          | 1999 XK10                | 5 dicembre 1999  | CSS                 |
| 41219 -          | 1999 XR11                | 6 dicembre 1999  | CSS                 |
| 41220 -          | 1999 XV12                | 5 dicembre 1999  | LINEAR              |
| 41221 -          | 1999 XQ13                | 5 dicembre 1999  | LINEAR              |
| 41222 -          | 1999 XH15                | 2 dicembre 1999  | L. Šarounová        |
| 41223 -          | 1999 XD16                | 7 dicembre 1999  | CSS                 |
| 41224 -          | 1999 XX17                | 3 dicembre 1999  | LINEAR              |
| 41225 -          | 1999 XY17                | 3 dicembre 1999  | LINEAR              |
| 41226 -          | 1999 XZ17                | 3 dicembre 1999  | LINEAR              |
| 41227 -          | 1999 XN18                | 3 dicembre 1999  | LINEAR              |
| 41228 -          | 1999 XT18                | 3 dicembre 1999  | LINEAR              |
| 41229 -          | 1999 XB19                | 3 dicembre 1999  | LINEAR              |
| 41230 -          | 1999 XE20                | 5 dicembre 1999  | LINEAR              |
| 41231 -          | 1999 XS20                | 5 dicembre 1999  | LINEAR              |
| 41232 -          | 1999 XK21                | 5 dicembre 1999  | LINEAR              |
| 41233 -          | 1999 XX22                | 6 dicembre 1999  | LINEAR              |
| 41234 -          | 1999 XP23                | 6 dicembre 1999  | LINEAR              |
| 41235 -          | 1999 XB24                | 6 dicembre 1999  | LINEAR              |
| 41236 -          | 1999 XH24                | 6 dicembre 1999  | LINEAR              |
| 41237 -          | 1999 XM25                | 6 dicembre 1999  | LINEAR              |
| 41238 -          | 1999 XU25                | 6 dicembre 1999  | LINEAR              |
| 41239 -          | 1999 XD26                | 6 dicembre 1999  | LINEAR              |
| 41240 -          | 1999 XO26                | 6 dicembre 1999  | LINEAR              |
| 41241 -          | 1999 XV26                | 6 dicembre 1999  | LINEAR              |
| 41242 -          | 1999 XY26                | 6 dicembre 1999  | LINEAR              |
| 41243 -          | 1999 XG29                | 6 dicembre 1999  | LINEAR              |
| 41244 -          | 1999 XY30                | 6 dicembre 1999  | LINEAR              |
| 41245 -          | 1999 XJ37                | 7 dicembre 1999  | C. W. Juels         |
| 41246 -          | 1999 XZ38                | 5 dicembre 1999  | LINEAR              |
| 41247 -          | 1999 XQ39                | 6 dicembre 1999  | LINEAR              |
| 41248 -          | 1999 XG40                | 7 dicembre 1999  | LINEAR              |
| 41249 -          | 1999 XJ40                | 7 dicembre 1999  | LINEAR              |
| 41250 -          | 1999 XA41                | 7 dicembre 1999  | LINEAR              |
| 41251 -          | 1999 XD41                | 7 dicembre 1999  | LINEAR              |
| 41252 -          | 1999 XJ42                | 7 dicembre 1999  | LINEAR              |
| 41253 -          | 1999 XP43                | 7 dicembre 1999  | LINEAR              |
| 41254 -          | 1999 XT43                | 7 dicembre 1999  | LINEAR              |
| 41255 -          | 1999 XV43                | 7 dicembre 1999  | LINEAR              |
| 41256 -          | 1999 XX45                | 7 dicembre 1999  | LINEAR              |
| 41257 -          | 1999 XG46                | 7 dicembre 1999  | LINEAR              |
| 41258 -          | 1999 XB47                | 7 dicembre 1999  | LINEAR              |
| 41259 -          | 1999 XH52                | 7 dicembre 1999  | LINEAR              |
| 41260 -          | 1999 XZ53                | 7 dicembre 1999  | LINEAR              |
| 41261 -          | 1999 XA54                | 7 dicembre 1999  | LINEAR              |
| 41262 -          | 1999 XZ55                | 7 dicembre 1999  | LINEAR              |
| 41263 -          | 1999 XM56                | 7 dicembre 1999  | LINEAR              |
| 41264 -          | 1999 XF58                | 7 dicembre 1999  | LINEAR              |
| 41265 -          | 1999 XG58                | 7 dicembre 1999  | LINEAR              |
| 41266 -          | 1999 XP58                | 7 dicembre 1999  | LINEAR              |
| 41267 -          | 1999 XK60                | 7 dicembre 1999  | LINEAR              |
| 41268 -          | 1999 XO64                | 7 dicembre 1999  | LINEAR              |
| 41269 -          | 1999 XX65                | 7 dicembre 1999  | LINEAR              |
| 41270 -          | 1999 XK68                | 7 dicembre 1999  | LINEAR              |
| 41271 -          | 1999 XQ71                | 7 dicembre 1999  | LINEAR              |
| 41272 -          | 1999 XH72                | 7 dicembre 1999  | LINEAR              |
| 41273 -          | 1999 XL72                | 7 dicembre 1999  | LINEAR              |
| 41274 -          | 1999 XS72                | 7 dicembre 1999  | LINEAR              |
| 41275 -          | 1999 XP78                | 7 dicembre 1999  | LINEAR              |
| 41276 -          | 1999 XG83                | 7 dicembre 1999  | LINEAR              |
| 41277 -          | 1999 XS85                | 7 dicembre 1999  | LINEAR              |
| 41278 -          | 1999 XA90                | 7 dicembre 1999  | LINEAR              |
| 41279 Trentman   | 1999 XD95                | 8 dicembre 1999  | L. Robinson         |
| 41280 -          | 1999 XJ95                | 7 dicembre 1999  | T. Kobayashi        |
| 41281 -          | 1999 XZ95                | 9 dicembre 1999  | T. Kobayashi        |
| 41282 -          | 1999 XO96                | 7 dicembre 1999  | LINEAR              |
| 41283 -          | 1999 XM99                | 7 dicembre 1999  | LINEAR              |
| 41284 -          | 1999 XP102               | 7 dicembre 1999  | LINEAR              |
| 41285 -          | 1999 XM106               | 4 dicembre 1999  | CSS                 |
| 41286 -          | 1999 XN106               | 4 dicembre 1999  | CSS                 |
| 41287 -          | 1999 XZ106               | 4 dicembre 1999  | CSS                 |
| 41288 -          | 1999 XD107               | 4 dicembre 1999  | CSS                 |
| 41289 -          | 1999 XN107               | 4 dicembre 1999  | CSS                 |
| 41290 -          | 1999 XB108               | 4 dicembre 1999  | CSS                 |
| 41291 -          | 1999 XE108               | 4 dicembre 1999  | CSS                 |
| 41292 -          | 1999 XH108               | 4 dicembre 1999  | CSS                 |
| 41293 -          | 1999 XY108               | 4 dicembre 1999  | CSS                 |
| 41294 -          | 1999 XH109               | 4 dicembre 1999  | CSS                 |
| 41295 -          | 1999 XM110               | 4 dicembre 1999  | CSS                 |
| 41296 -          | 1999 XY119               | 5 dicembre 1999  | CSS                 |
| 41297 -          | 1999 XE123               | 7 dicembre 1999  | CSS                 |
| 41298 -          | 1999 XT123               | 7 dicembre 1999  | CSS                 |
| 41299 -          | 1999 XY125               | 7 dicembre 1999  | CSS                 |
| 41300 -          | 1999 XZ126               | 7 dicembre 1999  | CSS                 |

## 41301-41400
| Nome    | Designazione provvisoria | Data di scoperta | Scopritore   |
| ------- | ------------------------ | ---------------- | ------------ |
| 41301 - | 1999 XP127               | 6 dicembre 1999  | S. Sposetti  |
| 41302 - | 1999 XO129               | 12 dicembre 1999 | LINEAR       |
| 41303 - | 1999 XP139               | 2 dicembre 1999  | Spacewatch   |
| 41304 - | 1999 XA141               | 2 dicembre 1999  | Spacewatch   |
| 41305 - | 1999 XK143               | 15 dicembre 1999 | C. W. Juels  |
| 41306 - | 1999 XT146               | 7 dicembre 1999  | Spacewatch   |
| 41307 - | 1999 XA149               | 8 dicembre 1999  | Spacewatch   |
| 41308 - | 1999 XA154               | 8 dicembre 1999  | LINEAR       |
| 41309 - | 1999 XT157               | 8 dicembre 1999  | LINEAR       |
| 41310 - | 1999 XC158               | 8 dicembre 1999  | LINEAR       |
| 41311 - | 1999 XR166               | 10 dicembre 1999 | LINEAR       |
| 41312 - | 1999 XU167               | 10 dicembre 1999 | LINEAR       |
| 41313 - | 1999 XD168               | 10 dicembre 1999 | LINEAR       |
| 41314 - | 1999 XN168               | 10 dicembre 1999 | LINEAR       |
| 41315 - | 1999 XU168               | 10 dicembre 1999 | LINEAR       |
| 41316 - | 1999 XJ187               | 12 dicembre 1999 | LINEAR       |
| 41317 - | 1999 XO191               | 12 dicembre 1999 | LINEAR       |
| 41318 - | 1999 XT196               | 12 dicembre 1999 | LINEAR       |
| 41319 - | 1999 XJ208               | 13 dicembre 1999 | LINEAR       |
| 41320 - | 1999 XJ209               | 13 dicembre 1999 | LINEAR       |
| 41321 - | 1999 XM209               | 13 dicembre 1999 | LINEAR       |
| 41322 - | 1999 XK212               | 14 dicembre 1999 | LINEAR       |
| 41323 - | 1999 XM212               | 14 dicembre 1999 | LINEAR       |
| 41324 - | 1999 XO212               | 14 dicembre 1999 | LINEAR       |
| 41325 - | 1999 XR212               | 14 dicembre 1999 | LINEAR       |
| 41326 - | 1999 XY212               | 14 dicembre 1999 | LINEAR       |
| 41327 - | 1999 XD217               | 13 dicembre 1999 | Spacewatch   |
| 41328 - | 1999 XP220               | 14 dicembre 1999 | LINEAR       |
| 41329 - | 1999 XM221               | 15 dicembre 1999 | LINEAR       |
| 41330 - | 1999 XU225               | 13 dicembre 1999 | Spacewatch   |
| 41331 - | 1999 XB232               | 9 dicembre 1999  | LINEAR       |
| 41332 - | 1999 XM233               | 3 dicembre 1999  | LINEAR       |
| 41333 - | 1999 XL238               | 3 dicembre 1999  | LINEAR       |
| 41334 - | 1999 XE242               | 13 dicembre 1999 | CSS          |
| 41335 - | 1999 XL244               | 3 dicembre 1999  | LINEAR       |
| 41336 - | 1999 XX244               | 4 dicembre 1999  | Spacewatch   |
| 41337 - | 1999 XN258               | 5 dicembre 1999  | LONEOS       |
| 41338 - | 1999 YF4                 | 25 dicembre 1999 | P. G. Comba  |
| 41339 - | 1999 YR9                 | 31 dicembre 1999 | T. Kobayashi |
| 41340 - | 1999 YO14                | 31 dicembre 1999 | LINEAR       |
| 41341 - | 1999 YZ21                | 30 dicembre 1999 | LONEOS       |
| 41342 - | 1999 YC23                | 30 dicembre 1999 | LONEOS       |
| 41343 - | 2000 AY9                 | 3 gennaio 2000   | LINEAR       |
| 41344 - | 2000 AR16                | 3 gennaio 2000   | LINEAR       |
| 41345 - | 2000 AB18                | 3 gennaio 2000   | LINEAR       |
| 41346 - | 2000 AW19                | 3 gennaio 2000   | LINEAR       |
| 41347 - | 2000 AR22                | 3 gennaio 2000   | LINEAR       |
| 41348 - | 2000 AH23                | 3 gennaio 2000   | LINEAR       |
| 41349 - | 2000 AA24                | 3 gennaio 2000   | LINEAR       |
| 41350 - | 2000 AJ25                | 3 gennaio 2000   | LINEAR       |
| 41351 - | 2000 AS27                | 3 gennaio 2000   | LINEAR       |
| 41352 - | 2000 AT31                | 3 gennaio 2000   | LINEAR       |
| 41353 - | 2000 AB33                | 3 gennaio 2000   | LINEAR       |
| 41354 - | 2000 AW33                | 3 gennaio 2000   | LINEAR       |
| 41355 - | 2000 AF36                | 3 gennaio 2000   | LINEAR       |
| 41356 - | 2000 AZ51                | 4 gennaio 2000   | LINEAR       |
| 41357 - | 2000 AD52                | 4 gennaio 2000   | LINEAR       |
| 41358 - | 2000 AJ54                | 4 gennaio 2000   | LINEAR       |
| 41359 - | 2000 AG55                | 4 gennaio 2000   | LINEAR       |
| 41360 - | 2000 AN68                | 5 gennaio 2000   | LINEAR       |
| 41361 - | 2000 AO76                | 5 gennaio 2000   | LINEAR       |
| 41362 - | 2000 AJ81                | 5 gennaio 2000   | LINEAR       |
| 41363 - | 2000 AA90                | 5 gennaio 2000   | LINEAR       |
| 41364 - | 2000 AD96                | 4 gennaio 2000   | LINEAR       |
| 41365 - | 2000 AO98                | 5 gennaio 2000   | LINEAR       |
| 41366 - | 2000 AU98                | 5 gennaio 2000   | LINEAR       |
| 41367 - | 2000 AP99                | 5 gennaio 2000   | LINEAR       |
| 41368 - | 2000 AA100               | 5 gennaio 2000   | LINEAR       |
| 41369 - | 2000 AG100               | 5 gennaio 2000   | LINEAR       |
| 41370 - | 2000 AA101               | 5 gennaio 2000   | LINEAR       |
| 41371 - | 2000 AB101               | 5 gennaio 2000   | LINEAR       |
| 41372 - | 2000 AC101               | 5 gennaio 2000   | LINEAR       |
| 41373 - | 2000 AR101               | 5 gennaio 2000   | LINEAR       |
| 41374 - | 2000 AW101               | 5 gennaio 2000   | LINEAR       |
| 41375 - | 2000 AD102               | 5 gennaio 2000   | LINEAR       |
| 41376 - | 2000 AT103               | 5 gennaio 2000   | LINEAR       |
| 41377 - | 2000 AB104               | 5 gennaio 2000   | LINEAR       |
| 41378 - | 2000 AP105               | 5 gennaio 2000   | LINEAR       |
| 41379 - | 2000 AS105               | 5 gennaio 2000   | LINEAR       |
| 41380 - | 2000 AM113               | 5 gennaio 2000   | LINEAR       |
| 41381 - | 2000 AG117               | 5 gennaio 2000   | LINEAR       |
| 41382 - | 2000 AV124               | 5 gennaio 2000   | LINEAR       |
| 41383 - | 2000 AH138               | 5 gennaio 2000   | LINEAR       |
| 41384 - | 2000 AJ138               | 5 gennaio 2000   | LINEAR       |
| 41385 - | 2000 AQ138               | 5 gennaio 2000   | LINEAR       |
| 41386 - | 2000 AD140               | 5 gennaio 2000   | LINEAR       |
| 41387 - | 2000 AE140               | 5 gennaio 2000   | LINEAR       |
| 41388 - | 2000 AJ140               | 5 gennaio 2000   | LINEAR       |
| 41389 - | 2000 AM140               | 5 gennaio 2000   | LINEAR       |
| 41390 - | 2000 AX145               | 7 gennaio 2000   | LINEAR       |
| 41391 - | 2000 AX148               | 7 gennaio 2000   | LINEAR       |
| 41392 - | 2000 AA149               | 7 gennaio 2000   | LINEAR       |
| 41393 - | 2000 AV151               | 8 gennaio 2000   | LINEAR       |
| 41394 - | 2000 AW162               | 5 gennaio 2000   | LINEAR       |
| 41395 - | 2000 AY169               | 7 gennaio 2000   | LINEAR       |
| 41396 - | 2000 AG175               | 7 gennaio 2000   | LINEAR       |
| 41397 - | 2000 AS175               | 7 gennaio 2000   | LINEAR       |
| 41398 - | 2000 AH177               | 7 gennaio 2000   | LINEAR       |
| 41399 - | 2000 AR177               | 7 gennaio 2000   | LINEAR       |
| 41400 - | 2000 AR185               | 8 gennaio 2000   | LINEAR       |

## 41401-41500
| Nome               | Designazione provvisoria | Data di scoperta | Scopritore           |
| ------------------ | ------------------------ | ---------------- | -------------------- |
| 41401 -            | 2000 AU186               | 8 gennaio 2000   | LINEAR               |
| 41402 -            | 2000 AV186               | 8 gennaio 2000   | LINEAR               |
| 41403 -            | 2000 AW186               | 8 gennaio 2000   | LINEAR               |
| 41404 -            | 2000 AG187               | 8 gennaio 2000   | LINEAR               |
| 41405 -            | 2000 AS187               | 8 gennaio 2000   | LINEAR               |
| 41406 -            | 2000 AD188               | 8 gennaio 2000   | LINEAR               |
| 41407 -            | 2000 AL188               | 8 gennaio 2000   | LINEAR               |
| 41408 -            | 2000 AV196               | 8 gennaio 2000   | LINEAR               |
| 41409 -            | 2000 AW199               | 9 gennaio 2000   | LINEAR               |
| 41410 -            | 2000 AD200               | 9 gennaio 2000   | LINEAR               |
| 41411 -            | 2000 AK200               | 9 gennaio 2000   | LINEAR               |
| 41412 -            | 2000 AO200               | 9 gennaio 2000   | LINEAR               |
| 41413 -            | 2000 AF210               | 5 gennaio 2000   | Spacewatch           |
| 41414 -            | 2000 AC215               | 7 gennaio 2000   | Spacewatch           |
| 41415 -            | 2000 AX230               | 4 gennaio 2000   | LONEOS               |
| 41416 -            | 2000 AF231               | 4 gennaio 2000   | LONEOS               |
| 41417 -            | 2000 AL233               | 4 gennaio 2000   | Spacewatch           |
| 41418 -            | 2000 AR233               | 5 gennaio 2000   | LINEAR               |
| 41419 -            | 2000 AW234               | 5 gennaio 2000   | LINEAR               |
| 41420 -            | 2000 AQ240               | 7 gennaio 2000   | LONEOS               |
| 41421 -            | 2000 AZ240               | 7 gennaio 2000   | LONEOS               |
| 41422 -            | 2000 CB5                 | 2 febbraio 2000  | LINEAR               |
| 41423 -            | 2000 CU24                | 2 febbraio 2000  | LINEAR               |
| 41424 -            | 2000 CK40                | 4 febbraio 2000  | LINEAR               |
| 41425 -            | 2000 CE77                | 10 febbraio 2000 | K. Korlević          |
| 41426 -            | 2000 CJ140               | 5 febbraio 2000  | Spacewatch           |
| 41427 -            | 2000 DY4                 | 28 febbraio 2000 | LINEAR               |
| 41428 -            | 2000 EL85                | 8 marzo 2000     | LINEAR               |
| 41429 -            | 2000 GE2                 | 3 aprile 2000    | LINEAR               |
| 41430 -            | 2000 GN4                 | 4 aprile 2000    | LINEAR               |
| 41431 -            | 2000 GY6                 | 4 aprile 2000    | LINEAR               |
| 41432 -            | 2000 GE35                | 5 aprile 2000    | LINEAR               |
| 41433 -            | 2000 GY51                | 5 aprile 2000    | LINEAR               |
| 41434 -            | 2000 GB82                | 7 aprile 2000    | LINEAR               |
| 41435 -            | 2000 GQ89                | 4 aprile 2000    | LINEAR               |
| 41436 -            | 2000 GJ95                | 6 aprile 2000    | LINEAR               |
| 41437 -            | 2000 GT122               | 11 aprile 2000   | C. W. Juels          |
| 41438 -            | 2000 GG124               | 7 aprile 2000    | LINEAR               |
| 41439 -            | 2000 GO134               | 8 aprile 2000    | LINEAR               |
| 41440 -            | 2000 HZ23                | 27 aprile 2000   | LONEOS               |
| 41441 -            | 2000 HK25                | 24 aprile 2000   | LONEOS               |
| 41442 -            | 2000 JS51                | 9 maggio 2000    | LINEAR               |
| 41443 -            | 2000 JD73                | 2 maggio 2000    | LONEOS               |
| 41444 -            | 2000 JK76                | 6 maggio 2000    | LINEAR               |
| 41445 -            | 2000 KF56                | 27 maggio 2000   | LINEAR               |
| 41446 -            | 2000 LW                  | 1 giugno 2000    | Spacewatch           |
| 41447 -            | 2000 LK4                 | 4 giugno 2000    | LINEAR               |
| 41448 -            | 2000 LJ12                | 4 giugno 2000    | LINEAR               |
| 41449 -            | 2000 LN12                | 5 giugno 2000    | LINEAR               |
| 41450 Medkeff      | 2000 LF15                | 1 giugno 2000    | M. Collins, M. White |
| 41451 -            | 2000 LJ24                | 1 giugno 2000    | LINEAR               |
| 41452 -            | 2000 LD29                | 9 giugno 2000    | LONEOS               |
| 41453 -            | 2000 MJ4                 | 25 giugno 2000   | LINEAR               |
| 41454 -            | 2000 MQ5                 | 26 giugno 2000   | LINEAR               |
| 41455 -            | 2000 NC                  | 1 luglio 2000    | P. G. Comba          |
| 41456 -            | 2000 NT                  | 3 luglio 2000    | P. G. Comba          |
| 41457 -            | 2000 ND2                 | 5 luglio 2000    | Spacewatch           |
| 41458 Ramanjooloo  | 2000 NN14                | 5 luglio 2000    | LONEOS               |
| 41459 -            | 2000 NO20                | 6 luglio 2000    | Spacewatch           |
| 41460 -            | 2000 NC28                | 3 luglio 2000    | LINEAR               |
| 41461 -            | 2000 ON                  | 23 luglio 2000   | LINEAR               |
| 41462 -            | 2000 OJ13                | 23 luglio 2000   | LINEAR               |
| 41463 -            | 2000 OG21                | 31 luglio 2000   | LINEAR               |
| 41464 -            | 2000 OL22                | 31 luglio 2000   | LINEAR               |
| 41465 -            | 2000 OV22                | 23 luglio 2000   | LINEAR               |
| 41466 -            | 2000 OW24                | 23 luglio 2000   | LINEAR               |
| 41467 -            | 2000 OG29                | 30 luglio 2000   | LINEAR               |
| 41468 -            | 2000 OS46                | 31 luglio 2000   | LINEAR               |
| 41469 -            | 2000 OT49                | 31 luglio 2000   | LINEAR               |
| 41470 -            | 2000 OK50                | 31 luglio 2000   | LINEAR               |
| 41471 -            | 2000 OC51                | 30 luglio 2000   | LINEAR               |
| 41472 -            | 2000 OA59                | 29 luglio 2000   | LONEOS               |
| 41473 -            | 2000 PU9                 | 9 agosto 2000    | L. Šarounová         |
| 41474 -            | 2000 PE13                | 1 agosto 2000    | LINEAR               |
| 41475 -            | 2000 PR13                | 1 agosto 2000    | LINEAR               |
| 41476 -            | 2000 PC14                | 1 agosto 2000    | LINEAR               |
| 41477 -            | 2000 PP26                | 5 agosto 2000    | NEAT                 |
| 41478 -            | 2000 PR28                | 3 agosto 2000    | LINEAR               |
| 41479 -            | 2000 QQ27                | 24 agosto 2000   | LINEAR               |
| 41480 -            | 2000 QZ29                | 25 agosto 2000   | LINEAR               |
| 41481 Musashifuchu | 2000 QE35                | 28 agosto 2000   | BATTeRS              |
| 41482 -            | 2000 QF37                | 24 agosto 2000   | LINEAR               |
| 41483 -            | 2000 QD41                | 24 agosto 2000   | LINEAR               |
| 41484 -            | 2000 QB44                | 24 agosto 2000   | LINEAR               |
| 41485 -            | 2000 QF51                | 24 agosto 2000   | LINEAR               |
| 41486 -            | 2000 QQ62                | 28 agosto 2000   | LINEAR               |
| 41487 -            | 2000 QL64                | 28 agosto 2000   | LINEAR               |
| 41488 Sindbad      | 2000 QE71                | 29 agosto 2000   | J. Broughton         |
| 41489 -            | 2000 QL73                | 24 agosto 2000   | LINEAR               |
| 41490 -            | 2000 QX75                | 24 agosto 2000   | LINEAR               |
| 41491 -            | 2000 QK80                | 24 agosto 2000   | LINEAR               |
| 41492 -            | 2000 QC89                | 25 agosto 2000   | LINEAR               |
| 41493 -            | 2000 QO101               | 28 agosto 2000   | LINEAR               |
| 41494 -            | 2000 QX111               | 24 agosto 2000   | LINEAR               |
| 41495 -            | 2000 QH117               | 26 agosto 2000   | LINEAR               |
| 41496 -            | 2000 QB118               | 25 agosto 2000   | LINEAR               |
| 41497 -            | 2000 QC128               | 24 agosto 2000   | LINEAR               |
| 41498 -            | 2000 QK128               | 24 agosto 2000   | LINEAR               |
| 41499 -            | 2000 QH143               | 31 agosto 2000   | LINEAR               |
| 41500 -            | 2000 QO143               | 31 agosto 2000   | LINEAR               |

## 41501-41600
| Nome                | Designazione provvisoria | Data di scoperta  | Scopritore                  |
| ------------------- | ------------------------ | ----------------- | --------------------------- |
| 41501 -             | 2000 QA146               | 31 agosto 2000    | LINEAR                      |
| 41502 Denchukun     | 2000 QK147               | 23 agosto 2000    | BATTeRS                     |
| 41503 -             | 2000 QG148               | 26 agosto 2000    | Uppsala-DLR Asteroid Survey |
| 41504 -             | 2000 QY148               | 29 agosto 2000    | R. H. McNaught              |
| 41505 -             | 2000 QP150               | 25 agosto 2000    | LINEAR                      |
| 41506 -             | 2000 QD151               | 25 agosto 2000    | LINEAR                      |
| 41507 -             | 2000 QU157               | 31 agosto 2000    | LINEAR                      |
| 41508 -             | 2000 QY160               | 31 agosto 2000    | LINEAR                      |
| 41509 -             | 2000 QL169               | 31 agosto 2000    | LINEAR                      |
| 41510 -             | 2000 QU171               | 31 agosto 2000    | LINEAR                      |
| 41511 -             | 2000 QC174               | 31 agosto 2000    | LINEAR                      |
| 41512 -             | 2000 QV179               | 31 agosto 2000    | LINEAR                      |
| 41513 -             | 2000 QL180               | 31 agosto 2000    | LINEAR                      |
| 41514 -             | 2000 QR180               | 31 agosto 2000    | LINEAR                      |
| 41515 -             | 2000 QL181               | 31 agosto 2000    | LINEAR                      |
| 41516 -             | 2000 QN181               | 31 agosto 2000    | LINEAR                      |
| 41517 -             | 2000 QK182               | 31 agosto 2000    | LINEAR                      |
| 41518 -             | 2000 QD196               | 28 agosto 2000    | LINEAR                      |
| 41519 -             | 2000 QH196               | 28 agosto 2000    | LINEAR                      |
| 41520 -             | 2000 QG207               | 31 agosto 2000    | LINEAR                      |
| 41521 -             | 2000 QL207               | 31 agosto 2000    | LINEAR                      |
| 41522 -             | 2000 QX211               | 31 agosto 2000    | LINEAR                      |
| 41523 -             | 2000 QD217               | 31 agosto 2000    | LINEAR                      |
| 41524 -             | 2000 QU217               | 31 agosto 2000    | LINEAR                      |
| 41525 -             | 2000 QP218               | 20 agosto 2000    | Spacewatch                  |
| 41526 -             | 2000 QW221               | 21 agosto 2000    | LONEOS                      |
| 41527 -             | 2000 QX221               | 21 agosto 2000    | LONEOS                      |
| 41528 -             | 2000 RN4                 | 1 settembre 2000  | LINEAR                      |
| 41529 -             | 2000 RC6                 | 1 settembre 2000  | LINEAR                      |
| 41530 -             | 2000 RD9                 | 1 settembre 2000  | LINEAR                      |
| 41531 -             | 2000 RN9                 | 1 settembre 2000  | LINEAR                      |
| 41532 -             | 2000 RO9                 | 1 settembre 2000  | LINEAR                      |
| 41533 -             | 2000 RV9                 | 1 settembre 2000  | LINEAR                      |
| 41534 -             | 2000 RX9                 | 1 settembre 2000  | LINEAR                      |
| 41535 -             | 2000 RL10                | 1 settembre 2000  | LINEAR                      |
| 41536 -             | 2000 RJ15                | 1 settembre 2000  | LINEAR                      |
| 41537 -             | 2000 RS15                | 1 settembre 2000  | LINEAR                      |
| 41538 -             | 2000 RC30                | 1 settembre 2000  | LINEAR                      |
| 41539 -             | 2000 RA32                | 1 settembre 2000  | LINEAR                      |
| 41540 -             | 2000 RT38                | 4 settembre 2000  | LINEAR                      |
| 41541 -             | 2000 RV38                | 5 settembre 2000  | LINEAR                      |
| 41542 -             | 2000 RZ38                | 5 settembre 2000  | LINEAR                      |
| 41543 -             | 2000 RU40                | 3 settembre 2000  | LINEAR                      |
| 41544 -             | 2000 RD41                | 3 settembre 2000  | LINEAR                      |
| 41545 -             | 2000 RA43                | 3 settembre 2000  | LINEAR                      |
| 41546 -             | 2000 RZ45                | 3 settembre 2000  | LINEAR                      |
| 41547 -             | 2000 RA46                | 3 settembre 2000  | LINEAR                      |
| 41548 -             | 2000 RG46                | 3 settembre 2000  | LINEAR                      |
| 41549 -             | 2000 RN46                | 3 settembre 2000  | LINEAR                      |
| 41550 -             | 2000 RO46                | 3 settembre 2000  | LINEAR                      |
| 41551 -             | 2000 RN50                | 5 settembre 2000  | LINEAR                      |
| 41552 -             | 2000 RS52                | 1 settembre 2000  | LINEAR                      |
| 41553 -             | 2000 RT52                | 1 settembre 2000  | LINEAR                      |
| 41554 -             | 2000 RH53                | 5 settembre 2000  | K. Korlević                 |
| 41555 -             | 2000 RT53                | 1 settembre 2000  | LINEAR                      |
| 41556 -             | 2000 RC54                | 1 settembre 2000  | LINEAR                      |
| 41557 -             | 2000 RJ54                | 1 settembre 2000  | LINEAR                      |
| 41558 -             | 2000 RG57                | 7 settembre 2000  | Spacewatch                  |
| 41559 -             | 2000 RD60                | 8 settembre 2000  | K. Korlević                 |
| 41560 -             | 2000 RF66                | 1 settembre 2000  | LINEAR                      |
| 41561 -             | 2000 RQ66                | 1 settembre 2000  | LINEAR                      |
| 41562 -             | 2000 RR67                | 1 settembre 2000  | LINEAR                      |
| 41563 -             | 2000 RL71                | 2 settembre 2000  | LINEAR                      |
| 41564 -             | 2000 RX71                | 2 settembre 2000  | LINEAR                      |
| 41565 -             | 2000 RJ72                | 2 settembre 2000  | LINEAR                      |
| 41566 -             | 2000 RU72                | 2 settembre 2000  | LINEAR                      |
| 41567 -             | 2000 RN73                | 2 settembre 2000  | LINEAR                      |
| 41568 -             | 2000 RU73                | 2 settembre 2000  | LINEAR                      |
| 41569 -             | 2000 RC74                | 2 settembre 2000  | LINEAR                      |
| 41570 -             | 2000 RW75                | 3 settembre 2000  | LINEAR                      |
| 41571 -             | 2000 RT81                | 1 settembre 2000  | LINEAR                      |
| 41572 -             | 2000 RL92                | 3 settembre 2000  | LINEAR                      |
| 41573 Miriamrobbins | 2000 RB99                | 5 settembre 2000  | LONEOS                      |
| 41574 -             | 2000 SQ1                 | 19 settembre 2000 | LINEAR                      |
| 41575 -             | 2000 ST1                 | 20 settembre 2000 | W. K. Y. Yeung              |
| 41576 -             | 2000 SF2                 | 20 settembre 2000 | LINEAR                      |
| 41577 -             | 2000 SV2                 | 20 settembre 2000 | LINEAR                      |
| 41578 -             | 2000 SE3                 | 20 settembre 2000 | LINEAR                      |
| 41579 -             | 2000 SG20                | 23 settembre 2000 | LINEAR                      |
| 41580 -             | 2000 SV22                | 20 settembre 2000 | NEAT                        |
| 41581 -             | 2000 SY22                | 25 settembre 2000 | K. Korlević                 |
| 41582 -             | 2000 SL27                | 23 settembre 2000 | LINEAR                      |
| 41583 -             | 2000 SP34                | 24 settembre 2000 | LINEAR                      |
| 41584 -             | 2000 SL35                | 24 settembre 2000 | LINEAR                      |
| 41585 -             | 2000 ST37                | 24 settembre 2000 | LINEAR                      |
| 41586 -             | 2000 SH38                | 24 settembre 2000 | LINEAR                      |
| 41587 -             | 2000 SX38                | 24 settembre 2000 | LINEAR                      |
| 41588 -             | 2000 SC46                | 22 settembre 2000 | LINEAR                      |
| 41589 -             | 2000 SJ46                | 22 settembre 2000 | LINEAR                      |
| 41590 -             | 2000 SZ50                | 23 settembre 2000 | LINEAR                      |
| 41591 -             | 2000 SL52                | 23 settembre 2000 | LINEAR                      |
| 41592 -             | 2000 ST53                | 24 settembre 2000 | LINEAR                      |
| 41593 -             | 2000 SH58                | 24 settembre 2000 | LINEAR                      |
| 41594 -             | 2000 SG63                | 24 settembre 2000 | LINEAR                      |
| 41595 -             | 2000 SV66                | 24 settembre 2000 | LINEAR                      |
| 41596 -             | 2000 SW67                | 24 settembre 2000 | LINEAR                      |
| 41597 -             | 2000 ST72                | 24 settembre 2000 | LINEAR                      |
| 41598 -             | 2000 SL74                | 24 settembre 2000 | LINEAR                      |
| 41599 -             | 2000 SV75                | 24 settembre 2000 | LINEAR                      |
| 41600 -             | 2000 SJ76                | 24 settembre 2000 | LINEAR                      |

## 41601-41700
| Nome               | Designazione provvisoria | Data di scoperta  | Scopritore     |
| ------------------ | ------------------------ | ----------------- | -------------- |
| 41601 -            | 2000 SH78                | 24 settembre 2000 | LINEAR         |
| 41602 -            | 2000 SA81                | 24 settembre 2000 | LINEAR         |
| 41603 -            | 2000 SN102               | 24 settembre 2000 | LINEAR         |
| 41604 -            | 2000 SO104               | 24 settembre 2000 | LINEAR         |
| 41605 -            | 2000 SV106               | 24 settembre 2000 | LINEAR         |
| 41606 -            | 2000 SO108               | 24 settembre 2000 | LINEAR         |
| 41607 -            | 2000 SJ113               | 24 settembre 2000 | LINEAR         |
| 41608 -            | 2000 SS114               | 24 settembre 2000 | LINEAR         |
| 41609 -            | 2000 SR117               | 24 settembre 2000 | LINEAR         |
| 41610 -            | 2000 SR119               | 24 settembre 2000 | LINEAR         |
| 41611 -            | 2000 SY120               | 24 settembre 2000 | LINEAR         |
| 41612 -            | 2000 SO124               | 24 settembre 2000 | LINEAR         |
| 41613 -            | 2000 SP144               | 24 settembre 2000 | LINEAR         |
| 41614 -            | 2000 SX145               | 24 settembre 2000 | LINEAR         |
| 41615 -            | 2000 SM149               | 24 settembre 2000 | LINEAR         |
| 41616 -            | 2000 SP149               | 24 settembre 2000 | LINEAR         |
| 41617 -            | 2000 SK151               | 24 settembre 2000 | LINEAR         |
| 41618 -            | 2000 SU151               | 24 settembre 2000 | LINEAR         |
| 41619 -            | 2000 SM153               | 24 settembre 2000 | LINEAR         |
| 41620 -            | 2000 SU160               | 27 settembre 2000 | LINEAR         |
| 41621 -            | 2000 SY161               | 20 settembre 2000 | NEAT           |
| 41622 -            | 2000 SP166               | 23 settembre 2000 | LINEAR         |
| 41623 -            | 2000 SN167               | 23 settembre 2000 | LINEAR         |
| 41624 -            | 2000 SU167               | 23 settembre 2000 | LINEAR         |
| 41625 -            | 2000 SA168               | 23 settembre 2000 | LINEAR         |
| 41626 -            | 2000 SQ170               | 24 settembre 2000 | LINEAR         |
| 41627 -            | 2000 SK171               | 24 settembre 2000 | LINEAR         |
| 41628 -            | 2000 SW176               | 28 settembre 2000 | LINEAR         |
| 41629 -            | 2000 SA177               | 28 settembre 2000 | LINEAR         |
| 41630 -            | 2000 SM185               | 21 settembre 2000 | Spacewatch     |
| 41631 -            | 2000 SN185               | 21 settembre 2000 | Spacewatch     |
| 41632 -            | 2000 SL204               | 24 settembre 2000 | LINEAR         |
| 41633 -            | 2000 SR216               | 26 settembre 2000 | LINEAR         |
| 41634 -            | 2000 SO218               | 26 settembre 2000 | LINEAR         |
| 41635 -            | 2000 SE220               | 26 settembre 2000 | LINEAR         |
| 41636 -            | 2000 SZ220               | 26 settembre 2000 | LINEAR         |
| 41637 -            | 2000 SA225               | 27 settembre 2000 | LINEAR         |
| 41638 -            | 2000 SS225               | 27 settembre 2000 | LINEAR         |
| 41639 -            | 2000 SD227               | 27 settembre 2000 | LINEAR         |
| 41640 -            | 2000 SJ227               | 27 settembre 2000 | LINEAR         |
| 41641 -            | 2000 SV229               | 28 settembre 2000 | LINEAR         |
| 41642 -            | 2000 SK230               | 28 settembre 2000 | LINEAR         |
| 41643 -            | 2000 SH268               | 27 settembre 2000 | LINEAR         |
| 41644 -            | 2000 SC269               | 27 settembre 2000 | LINEAR         |
| 41645 -            | 2000 SD269               | 27 settembre 2000 | LINEAR         |
| 41646 -            | 2000 SJ273               | 28 settembre 2000 | LINEAR         |
| 41647 -            | 2000 ST275               | 28 settembre 2000 | LINEAR         |
| 41648 -            | 2000 SP276               | 30 settembre 2000 | LINEAR         |
| 41649 -            | 2000 SA279               | 30 settembre 2000 | LINEAR         |
| 41650 -            | 2000 SU280               | 29 settembre 2000 | NEAT           |
| 41651 -            | 2000 ST293               | 27 settembre 2000 | LINEAR         |
| 41652 -            | 2000 SA294               | 27 settembre 2000 | LINEAR         |
| 41653 -            | 2000 SC294               | 27 settembre 2000 | LINEAR         |
| 41654 -            | 2000 SE295               | 27 settembre 2000 | LINEAR         |
| 41655 -            | 2000 SJ302               | 28 settembre 2000 | LINEAR         |
| 41656 -            | 2000 SH303               | 28 settembre 2000 | LINEAR         |
| 41657 -            | 2000 SN308               | 30 settembre 2000 | LINEAR         |
| 41658 -            | 2000 SP319               | 26 settembre 2000 | LINEAR         |
| 41659 -            | 2000 SP358               | 24 settembre 2000 | NEAT           |
| 41660 -            | 2000 SV362               | 20 settembre 2000 | LINEAR         |
| 41661 Heathercraig | 2000 SK369               | 22 settembre 2000 | LONEOS         |
| 41662 -            | 2000 TB                  | 1 ottobre 2000    | W. K. Y. Yeung |
| 41663 -            | 2000 TK16                | 1 ottobre 2000    | LINEAR         |
| 41664 -            | 2000 TR16                | 1 ottobre 2000    | LINEAR         |
| 41665 -            | 2000 TH18                | 1 ottobre 2000    | LINEAR         |
| 41666 -            | 2000 TQ18                | 1 ottobre 2000    | LINEAR         |
| 41667 -            | 2000 TE19                | 1 ottobre 2000    | LINEAR         |
| 41668 -            | 2000 TP25                | 2 ottobre 2000    | LINEAR         |
| 41669 -            | 2000 TW28                | 6 ottobre 2000    | C. W. Juels    |
| 41670 -            | 2000 TC29                | 3 ottobre 2000    | LINEAR         |
| 41671 Benhardesty  | 2000 TF34                | 2 ottobre 2000    | LONEOS         |
| 41672 -            | 2000 TX36                | 15 ottobre 2000   | C. W. Juels    |
| 41673 -            | 2000 TU39                | 1 ottobre 2000    | LINEAR         |
| 41674 -            | 2000 TV62                | 2 ottobre 2000    | LINEAR         |
| 41675 -            | 2000 UZ1                 | 22 ottobre 2000   | K. Korlević    |
| 41676 -            | 2000 UR2                 | 24 ottobre 2000   | W. K. Y. Yeung |
| 41677 -            | 2000 UD7                 | 24 ottobre 2000   | LINEAR         |
| 41678 -            | 2000 UV7                 | 24 ottobre 2000   | LINEAR         |
| 41679 -            | 2000 UC8                 | 24 ottobre 2000   | LINEAR         |
| 41680 -            | 2000 UY8                 | 24 ottobre 2000   | LINEAR         |
| 41681 -            | 2000 UA10                | 24 ottobre 2000   | LINEAR         |
| 41682 -            | 2000 UP10                | 24 ottobre 2000   | LINEAR         |
| 41683 -            | 2000 UZ14                | 25 ottobre 2000   | LINEAR         |
| 41684 -            | 2000 UL15                | 25 ottobre 2000   | W. K. Y. Yeung |
| 41685 -            | 2000 UG16                | 29 ottobre 2000   | LINEAR         |
| 41686 -            | 2000 UN16                | 29 ottobre 2000   | C. W. Juels    |
| 41687 -            | 2000 UY16                | 30 ottobre 2000   | J. M. Roe      |
| 41688 -            | 2000 UV18                | 25 ottobre 2000   | LINEAR         |
| 41689 -            | 2000 UW18                | 25 ottobre 2000   | LINEAR         |
| 41690 -            | 2000 UR19                | 29 ottobre 2000   | LINEAR         |
| 41691 -            | 2000 UF25                | 24 ottobre 2000   | LINEAR         |
| 41692 -            | 2000 UC27                | 24 ottobre 2000   | LINEAR         |
| 41693 -            | 2000 UU39                | 24 ottobre 2000   | LINEAR         |
| 41694 -            | 2000 UT41                | 24 ottobre 2000   | LINEAR         |
| 41695 -            | 2000 UN43                | 24 ottobre 2000   | LINEAR         |
| 41696 -            | 2000 UF45                | 24 ottobre 2000   | LINEAR         |
| 41697 -            | 2000 UJ46                | 24 ottobre 2000   | LINEAR         |
| 41698 -            | 2000 UO46                | 24 ottobre 2000   | LINEAR         |
| 41699 -            | 2000 UT46                | 24 ottobre 2000   | LINEAR         |
| 41700 -            | 2000 UV46                | 24 ottobre 2000   | LINEAR         |

## 41701-41800
| Nome               | Designazione provvisoria | Data di scoperta | Scopritore     |
| ------------------ | ------------------------ | ---------------- | -------------- |
| 41701 -            | 2000 UY46                | 24 ottobre 2000  | LINEAR         |
| 41702 -            | 2000 UN49                | 24 ottobre 2000  | LINEAR         |
| 41703 -            | 2000 UM50                | 24 ottobre 2000  | LINEAR         |
| 41704 -            | 2000 UX51                | 24 ottobre 2000  | LINEAR         |
| 41705 -            | 2000 UZ52                | 24 ottobre 2000  | LINEAR         |
| 41706 -            | 2000 UU53                | 24 ottobre 2000  | LINEAR         |
| 41707 -            | 2000 UU55                | 24 ottobre 2000  | LINEAR         |
| 41708 -            | 2000 UG56                | 24 ottobre 2000  | LINEAR         |
| 41709 -            | 2000 UH56                | 24 ottobre 2000  | LINEAR         |
| 41710 -            | 2000 UZ59                | 25 ottobre 2000  | LINEAR         |
| 41711 -            | 2000 US63                | 25 ottobre 2000  | LINEAR         |
| 41712 -            | 2000 UZ68                | 25 ottobre 2000  | LINEAR         |
| 41713 -            | 2000 UG72                | 25 ottobre 2000  | LINEAR         |
| 41714 -            | 2000 UO72                | 25 ottobre 2000  | LINEAR         |
| 41715 -            | 2000 UL73                | 26 ottobre 2000  | LINEAR         |
| 41716 -            | 2000 UP76                | 29 ottobre 2000  | W. K. Y. Yeung |
| 41717 -            | 2000 UX78                | 24 ottobre 2000  | LINEAR         |
| 41718 -            | 2000 UK79                | 24 ottobre 2000  | LINEAR         |
| 41719 -            | 2000 UL79                | 24 ottobre 2000  | LINEAR         |
| 41720 -            | 2000 UN79                | 24 ottobre 2000  | LINEAR         |
| 41721 -            | 2000 UU79                | 24 ottobre 2000  | LINEAR         |
| 41722 -            | 2000 UD80                | 24 ottobre 2000  | LINEAR         |
| 41723 -            | 2000 UP80                | 24 ottobre 2000  | LINEAR         |
| 41724 -            | 2000 UV84                | 31 ottobre 2000  | LINEAR         |
| 41725 -            | 2000 UK86                | 31 ottobre 2000  | LINEAR         |
| 41726 -            | 2000 UP91                | 25 ottobre 2000  | LINEAR         |
| 41727 -            | 2000 UR91                | 25 ottobre 2000  | LINEAR         |
| 41728 -            | 2000 UF92                | 25 ottobre 2000  | LINEAR         |
| 41729 -            | 2000 UF95                | 25 ottobre 2000  | LINEAR         |
| 41730 -            | 2000 UF96                | 25 ottobre 2000  | LINEAR         |
| 41731 -            | 2000 UA97                | 25 ottobre 2000  | LINEAR         |
| 41732 -            | 2000 UU98                | 25 ottobre 2000  | LINEAR         |
| 41733 -            | 2000 UY98                | 25 ottobre 2000  | LINEAR         |
| 41734 -            | 2000 UL100               | 25 ottobre 2000  | LINEAR         |
| 41735 -            | 2000 UY100               | 25 ottobre 2000  | LINEAR         |
| 41736 -            | 2000 UN102               | 25 ottobre 2000  | LINEAR         |
| 41737 -            | 2000 UX103               | 25 ottobre 2000  | LINEAR         |
| 41738 -            | 2000 UR104               | 25 ottobre 2000  | LINEAR         |
| 41739 -            | 2000 UP112               | 25 ottobre 2000  | Spacewatch     |
| 41740 Yuenkwokyung | 2000 VC                  | 1 novembre 2000  | W. K. Y. Yeung |
| 41741 -            | 2000 VG                  | 1 novembre 2000  | W. K. Y. Yeung |
| 41742 Wongkakui    | 2000 VH3                 | 1 novembre 2000  | W. K. Y. Yeung |
| 41743 -            | 2000 VJ14                | 1 novembre 2000  | LINEAR         |
| 41744 -            | 2000 VA15                | 1 novembre 2000  | LINEAR         |
| 41745 -            | 2000 VQ15                | 1 novembre 2000  | LINEAR         |
| 41746 -            | 2000 VD16                | 1 novembre 2000  | LINEAR         |
| 41747 -            | 2000 VY24                | 1 novembre 2000  | LINEAR         |
| 41748 -            | 2000 VC27                | 1 novembre 2000  | LINEAR         |
| 41749 -            | 2000 VD27                | 1 novembre 2000  | LINEAR         |
| 41750 -            | 2000 VK28                | 1 novembre 2000  | LINEAR         |
| 41751 -            | 2000 VT29                | 1 novembre 2000  | LINEAR         |
| 41752 -            | 2000 VF30                | 1 novembre 2000  | LINEAR         |
| 41753 -            | 2000 VH30                | 1 novembre 2000  | LINEAR         |
| 41754 -            | 2000 VS31                | 1 novembre 2000  | LINEAR         |
| 41755 -            | 2000 VY31                | 1 novembre 2000  | LINEAR         |
| 41756 -            | 2000 VE33                | 1 novembre 2000  | LINEAR         |
| 41757 -            | 2000 VM33                | 1 novembre 2000  | LINEAR         |
| 41758 -            | 2000 VP33                | 1 novembre 2000  | LINEAR         |
| 41759 -            | 2000 VZ33                | 1 novembre 2000  | LINEAR         |
| 41760 -            | 2000 VF34                | 1 novembre 2000  | LINEAR         |
| 41761 -            | 2000 VP34                | 1 novembre 2000  | LINEAR         |
| 41762 -            | 2000 VZ34                | 1 novembre 2000  | LINEAR         |
| 41763 -            | 2000 VA35                | 1 novembre 2000  | LINEAR         |
| 41764 -            | 2000 VO35                | 1 novembre 2000  | LINEAR         |
| 41765 -            | 2000 VV35                | 1 novembre 2000  | LINEAR         |
| 41766 -            | 2000 VB36                | 1 novembre 2000  | LINEAR         |
| 41767 -            | 2000 VQ36                | 1 novembre 2000  | LINEAR         |
| 41768 -            | 2000 VB37                | 1 novembre 2000  | LINEAR         |
| 41769 -            | 2000 VH37                | 1 novembre 2000  | LINEAR         |
| 41770 -            | 2000 VV37                | 1 novembre 2000  | LINEAR         |
| 41771 -            | 2000 VB38                | 1 novembre 2000  | LINEAR         |
| 41772 -            | 2000 VE43                | 1 novembre 2000  | LINEAR         |
| 41773 -            | 2000 VH43                | 1 novembre 2000  | LINEAR         |
| 41774 -            | 2000 VR44                | 2 novembre 2000  | LINEAR         |
| 41775 -            | 2000 VS44                | 2 novembre 2000  | LINEAR         |
| 41776 -            | 2000 VQ46                | 3 novembre 2000  | LINEAR         |
| 41777 -            | 2000 VW46                | 3 novembre 2000  | LINEAR         |
| 41778 -            | 2000 VB50                | 2 novembre 2000  | LINEAR         |
| 41779 -            | 2000 VK50                | 2 novembre 2000  | LINEAR         |
| 41780 -            | 2000 VK53                | 3 novembre 2000  | LINEAR         |
| 41781 -            | 2000 VL55                | 3 novembre 2000  | LINEAR         |
| 41782 -            | 2000 VM55                | 3 novembre 2000  | LINEAR         |
| 41783 -            | 2000 VS55                | 3 novembre 2000  | LINEAR         |
| 41784 -            | 2000 VD56                | 3 novembre 2000  | LINEAR         |
| 41785 -            | 2000 VF56                | 3 novembre 2000  | LINEAR         |
| 41786 -            | 2000 VL57                | 3 novembre 2000  | LINEAR         |
| 41787 -            | 2000 VO57                | 3 novembre 2000  | LINEAR         |
| 41788 -            | 2000 VS60                | 1 novembre 2000  | LINEAR         |
| 41789 -            | 2000 VW60                | 1 novembre 2000  | LINEAR         |
| 41790 -            | 2000 WY1                 | 17 novembre 2000 | Spacewatch     |
| 41791 -            | 2000 WJ3                 | 19 novembre 2000 | C. W. Juels    |
| 41792 -            | 2000 WH6                 | 19 novembre 2000 | LINEAR         |
| 41793 -            | 2000 WW6                 | 19 novembre 2000 | LINEAR         |
| 41794 -            | 2000 WK11                | 24 novembre 2000 | A. J. Cecce    |
| 41795 Wiens        | 2000 WN12                | 22 novembre 2000 | NEAT           |
| 41796 -            | 2000 WL17                | 21 novembre 2000 | LINEAR         |
| 41797 -            | 2000 WN18                | 21 novembre 2000 | LINEAR         |
| 41798 -            | 2000 WV18                | 21 novembre 2000 | LINEAR         |
| 41799 -            | 2000 WL19                | 25 novembre 2000 | C. W. Juels    |
| 41800 Robwilliams  | 2000 WM19                | 25 novembre 2000 | C. W. Juels    |

## 41801-41900
| Nome    | Designazione provvisoria | Data di scoperta | Scopritore |
| ------- | ------------------------ | ---------------- | ---------- |
| 41801 - | 2000 WG22                | 20 novembre 2000 | LINEAR     |
| 41802 - | 2000 WD24                | 20 novembre 2000 | LINEAR     |
| 41803 - | 2000 WR24                | 20 novembre 2000 | LINEAR     |
| 41804 - | 2000 WA30                | 23 novembre 2000 | NEAT       |
| 41805 - | 2000 WC30                | 20 novembre 2000 | LINEAR     |
| 41806 - | 2000 WF32                | 20 novembre 2000 | LINEAR     |
| 41807 - | 2000 WS33                | 20 novembre 2000 | LINEAR     |
| 41808 - | 2000 WG34                | 20 novembre 2000 | LINEAR     |
| 41809 - | 2000 WX34                | 20 novembre 2000 | LINEAR     |
| 41810 - | 2000 WG35                | 20 novembre 2000 | LINEAR     |
| 41811 - | 2000 WK35                | 20 novembre 2000 | LINEAR     |
| 41812 - | 2000 WP35                | 20 novembre 2000 | LINEAR     |
| 41813 - | 2000 WY35                | 20 novembre 2000 | LINEAR     |
| 41814 - | 2000 WP36                | 20 novembre 2000 | LINEAR     |
| 41815 - | 2000 WU36                | 20 novembre 2000 | LINEAR     |
| 41816 - | 2000 WN38                | 20 novembre 2000 | LINEAR     |
| 41817 - | 2000 WX40                | 20 novembre 2000 | LINEAR     |
| 41818 - | 2000 WC41                | 20 novembre 2000 | LINEAR     |
| 41819 - | 2000 WK44                | 21 novembre 2000 | LINEAR     |
| 41820 - | 2000 WT45                | 21 novembre 2000 | LINEAR     |
| 41821 - | 2000 WU45                | 21 novembre 2000 | LINEAR     |
| 41822 - | 2000 WW47                | 21 novembre 2000 | LINEAR     |
| 41823 - | 2000 WZ47                | 21 novembre 2000 | LINEAR     |
| 41824 - | 2000 WQ48                | 21 novembre 2000 | LINEAR     |
| 41825 - | 2000 WZ48                | 21 novembre 2000 | LINEAR     |
| 41826 - | 2000 WH49                | 21 novembre 2000 | LINEAR     |
| 41827 - | 2000 WN49                | 21 novembre 2000 | LINEAR     |
| 41828 - | 2000 WM50                | 26 novembre 2000 | LINEAR     |
| 41829 - | 2000 WU53                | 27 novembre 2000 | Spacewatch |
| 41830 - | 2000 WT56                | 21 novembre 2000 | LINEAR     |
| 41831 - | 2000 WN57                | 21 novembre 2000 | LINEAR     |
| 41832 - | 2000 WB58                | 21 novembre 2000 | LINEAR     |
| 41833 - | 2000 WE58                | 21 novembre 2000 | LINEAR     |
| 41834 - | 2000 WL58                | 21 novembre 2000 | LINEAR     |
| 41835 - | 2000 WO58                | 21 novembre 2000 | LINEAR     |
| 41836 - | 2000 WP58                | 21 novembre 2000 | LINEAR     |
| 41837 - | 2000 WS58                | 21 novembre 2000 | LINEAR     |
| 41838 - | 2000 WK59                | 21 novembre 2000 | LINEAR     |
| 41839 - | 2000 WO59                | 21 novembre 2000 | LINEAR     |
| 41840 - | 2000 WS59                | 21 novembre 2000 | LINEAR     |
| 41841 - | 2000 WF60                | 21 novembre 2000 | LINEAR     |
| 41842 - | 2000 WO60                | 21 novembre 2000 | LINEAR     |
| 41843 - | 2000 WX70                | 19 novembre 2000 | LINEAR     |
| 41844 - | 2000 WO72                | 19 novembre 2000 | LINEAR     |
| 41845 - | 2000 WW83                | 20 novembre 2000 | LINEAR     |
| 41846 - | 2000 WB86                | 20 novembre 2000 | LINEAR     |
| 41847 - | 2000 WK86                | 20 novembre 2000 | LINEAR     |
| 41848 - | 2000 WM86                | 20 novembre 2000 | LINEAR     |
| 41849 - | 2000 WS86                | 20 novembre 2000 | LINEAR     |
| 41850 - | 2000 WF87                | 20 novembre 2000 | LINEAR     |
| 41851 - | 2000 WK87                | 20 novembre 2000 | LINEAR     |
| 41852 - | 2000 WN87                | 20 novembre 2000 | LINEAR     |
| 41853 - | 2000 WY87                | 20 novembre 2000 | LINEAR     |
| 41854 - | 2000 WF88                | 20 novembre 2000 | LINEAR     |
| 41855 - | 2000 WV89                | 21 novembre 2000 | LINEAR     |
| 41856 - | 2000 WL90                | 21 novembre 2000 | LINEAR     |
| 41857 - | 2000 WU91                | 21 novembre 2000 | LINEAR     |
| 41858 - | 2000 WU93                | 21 novembre 2000 | LINEAR     |
| 41859 - | 2000 WD95                | 21 novembre 2000 | LINEAR     |
| 41860 - | 2000 WW95                | 21 novembre 2000 | LINEAR     |
| 41861 - | 2000 WH96                | 21 novembre 2000 | LINEAR     |
| 41862 - | 2000 WK96                | 21 novembre 2000 | LINEAR     |
| 41863 - | 2000 WU96                | 21 novembre 2000 | LINEAR     |
| 41864 - | 2000 WC97                | 21 novembre 2000 | LINEAR     |
| 41865 - | 2000 WW97                | 21 novembre 2000 | LINEAR     |
| 41866 - | 2000 WX97                | 21 novembre 2000 | LINEAR     |
| 41867 - | 2000 WB99                | 21 novembre 2000 | LINEAR     |
| 41868 - | 2000 WH99                | 21 novembre 2000 | LINEAR     |
| 41869 - | 2000 WK99                | 21 novembre 2000 | LINEAR     |
| 41870 - | 2000 WV99                | 21 novembre 2000 | LINEAR     |
| 41871 - | 2000 WD100               | 21 novembre 2000 | LINEAR     |
| 41872 - | 2000 WJ100               | 21 novembre 2000 | LINEAR     |
| 41873 - | 2000 WR100               | 21 novembre 2000 | LINEAR     |
| 41874 - | 2000 WY100               | 21 novembre 2000 | LINEAR     |
| 41875 - | 2000 WZ100               | 21 novembre 2000 | LINEAR     |
| 41876 - | 2000 WB101               | 21 novembre 2000 | LINEAR     |
| 41877 - | 2000 WE103               | 26 novembre 2000 | LINEAR     |
| 41878 - | 2000 WH104               | 27 novembre 2000 | LINEAR     |
| 41879 - | 2000 WO104               | 28 novembre 2000 | LINEAR     |
| 41880 - | 2000 WR107               | 20 novembre 2000 | LINEAR     |
| 41881 - | 2000 WH109               | 20 novembre 2000 | LINEAR     |
| 41882 - | 2000 WD111               | 20 novembre 2000 | LINEAR     |
| 41883 - | 2000 WF111               | 20 novembre 2000 | LINEAR     |
| 41884 - | 2000 WO113               | 20 novembre 2000 | LINEAR     |
| 41885 - | 2000 WA115               | 20 novembre 2000 | LINEAR     |
| 41886 - | 2000 WM115               | 20 novembre 2000 | LINEAR     |
| 41887 - | 2000 WW115               | 20 novembre 2000 | LINEAR     |
| 41888 - | 2000 WC118               | 20 novembre 2000 | LINEAR     |
| 41889 - | 2000 WF118               | 20 novembre 2000 | LINEAR     |
| 41890 - | 2000 WM118               | 20 novembre 2000 | LINEAR     |
| 41891 - | 2000 WC119               | 20 novembre 2000 | LINEAR     |
| 41892 - | 2000 WS119               | 20 novembre 2000 | LINEAR     |
| 41893 - | 2000 WU119               | 20 novembre 2000 | LINEAR     |
| 41894 - | 2000 WH121               | 21 novembre 2000 | LINEAR     |
| 41895 - | 2000 WJ121               | 21 novembre 2000 | LINEAR     |
| 41896 - | 2000 WN123               | 29 novembre 2000 | LINEAR     |
| 41897 - | 2000 WP123               | 29 novembre 2000 | LINEAR     |
| 41898 - | 2000 WN124               | 19 novembre 2000 | LINEAR     |
| 41899 - | 2000 WY124               | 27 novembre 2000 | NEAT       |
| 41900 - | 2000 WV126               | 16 novembre 2000 | Spacewatch |

## 41901-42000
| Nome               | Designazione provvisoria | Data di scoperta | Scopritore     |
| ------------------ | ------------------------ | ---------------- | -------------- |
| 41901 -            | 2000 WP127               | 17 novembre 2000 | Spacewatch     |
| 41902 -            | 2000 WA128               | 18 novembre 2000 | W. K. Y. Yeung |
| 41903 -            | 2000 WO128               | 18 novembre 2000 | Spacewatch     |
| 41904 -            | 2000 WJ130               | 19 novembre 2000 | Spacewatch     |
| 41905 -            | 2000 WE133               | 19 novembre 2000 | LINEAR         |
| 41906 -            | 2000 WO135               | 19 novembre 2000 | LINEAR         |
| 41907 Jonathanford | 2000 WF137               | 20 novembre 2000 | LONEOS         |
| 41908 -            | 2000 WR137               | 20 novembre 2000 | LINEAR         |
| 41909 -            | 2000 WO141               | 19 novembre 2000 | LINEAR         |
| 41910 -            | 2000 WS141               | 19 novembre 2000 | LINEAR         |
| 41911 -            | 2000 WH143               | 20 novembre 2000 | LONEOS         |
| 41912 -            | 2000 WR144               | 21 novembre 2000 | LINEAR         |
| 41913 -            | 2000 WF149               | 29 novembre 2000 | NEAT           |
| 41914 -            | 2000 WY151               | 29 novembre 2000 | NEAT           |
| 41915 -            | 2000 WJ152               | 27 novembre 2000 | LINEAR         |
| 41916 -            | 2000 WT152               | 29 novembre 2000 | LINEAR         |
| 41917 -            | 2000 WC153               | 29 novembre 2000 | LINEAR         |
| 41918 -            | 2000 WA156               | 30 novembre 2000 | LINEAR         |
| 41919 -            | 2000 WW156               | 30 novembre 2000 | LINEAR         |
| 41920 -            | 2000 WA158               | 30 novembre 2000 | LINEAR         |
| 41921 -            | 2000 WL158               | 30 novembre 2000 | LINEAR         |
| 41922 -            | 2000 WT158               | 30 novembre 2000 | NEAT           |
| 41923 -            | 2000 WN159               | 19 novembre 2000 | LINEAR         |
| 41924 -            | 2000 WF160               | 20 novembre 2000 | LONEOS         |
| 41925 -            | 2000 WJ161               | 20 novembre 2000 | LONEOS         |
| 41926 -            | 2000 WQ161               | 20 novembre 2000 | LONEOS         |
| 41927 Bonal        | 2000 WM166               | 24 novembre 2000 | LONEOS         |
| 41928 -            | 2000 WQ172               | 25 novembre 2000 | LINEAR         |
| 41929 -            | 2000 WC175               | 26 novembre 2000 | LINEAR         |
| 41930 -            | 2000 WO175               | 26 novembre 2000 | LINEAR         |
| 41931 -            | 2000 WO177               | 27 novembre 2000 | LINEAR         |
| 41932 -            | 2000 WF178               | 28 novembre 2000 | Spacewatch     |
| 41933 -            | 2000 WH179               | 26 novembre 2000 | LINEAR         |
| 41934 -            | 2000 WO179               | 26 novembre 2000 | LINEAR         |
| 41935 -            | 2000 WQ179               | 26 novembre 2000 | LINEAR         |
| 41936 -            | 2000 WX179               | 27 novembre 2000 | LINEAR         |
| 41937 -            | 2000 WJ185               | 29 novembre 2000 | LINEAR         |
| 41938 -            | 2000 WO185               | 29 novembre 2000 | LINEAR         |
| 41939 -            | 2000 WQ186               | 27 novembre 2000 | LINEAR         |
| 41940 -            | 2000 WR190               | 18 novembre 2000 | LONEOS         |
| 41941 -            | 2000 XF                  | 2 dicembre 2000  | J. M. Roe      |
| 41942 -            | 2000 XW1                 | 3 dicembre 2000  | Spacewatch     |
| 41943 Fredrick     | 2000 XH2                 | 3 dicembre 2000  | L. Robinson    |
| 41944 -            | 2000 XR2                 | 1 dicembre 2000  | LINEAR         |
| 41945 -            | 2000 XY5                 | 1 dicembre 2000  | LINEAR         |
| 41946 -            | 2000 XF6                 | 1 dicembre 2000  | LINEAR         |
| 41947 -            | 2000 XW7                 | 1 dicembre 2000  | LINEAR         |
| 41948 -            | 2000 XX7                 | 1 dicembre 2000  | LINEAR         |
| 41949 -            | 2000 XB8                 | 1 dicembre 2000  | LINEAR         |
| 41950 -            | 2000 XA9                 | 1 dicembre 2000  | LINEAR         |
| 41951 -            | 2000 XH10                | 1 dicembre 2000  | LINEAR         |
| 41952 -            | 2000 XA11                | 1 dicembre 2000  | NEAT           |
| 41953 -            | 2000 XK16                | 1 dicembre 2000  | LINEAR         |
| 41954 -            | 2000 XX20                | 4 dicembre 2000  | LINEAR         |
| 41955 -            | 2000 XD22                | 4 dicembre 2000  | LINEAR         |
| 41956 -            | 2000 XB27                | 4 dicembre 2000  | LINEAR         |
| 41957 -            | 2000 XD27                | 4 dicembre 2000  | LINEAR         |
| 41958 -            | 2000 XK29                | 4 dicembre 2000  | LINEAR         |
| 41959 -            | 2000 XV29                | 4 dicembre 2000  | LINEAR         |
| 41960 -            | 2000 XR30                | 4 dicembre 2000  | LINEAR         |
| 41961 -            | 2000 XS32                | 4 dicembre 2000  | LINEAR         |
| 41962 -            | 2000 XG35                | 4 dicembre 2000  | LINEAR         |
| 41963 -            | 2000 XU35                | 5 dicembre 2000  | LINEAR         |
| 41964 -            | 2000 XW36                | 5 dicembre 2000  | LINEAR         |
| 41965 -            | 2000 XP37                | 5 dicembre 2000  | LINEAR         |
| 41966 -            | 2000 XU37                | 5 dicembre 2000  | LINEAR         |
| 41967 -            | 2000 XE39                | 4 dicembre 2000  | LINEAR         |
| 41968 -            | 2000 XE53                | 6 dicembre 2000  | LINEAR         |
| 41969 -            | 2000 YX                  | 17 dicembre 2000 | Spacewatch     |
| 41970 -            | 2000 YZ3                 | 18 dicembre 2000 | Spacewatch     |
| 41971 -            | 2000 YM6                 | 20 dicembre 2000 | LINEAR         |
| 41972 -            | 2000 YO8                 | 17 dicembre 2000 | Spacewatch     |
| 41973 -            | 2000 YT11                | 19 dicembre 2000 | NEAT           |
| 41974 -            | 2000 YW11                | 19 dicembre 2000 | NEAT           |
| 41975 -            | 2000 YU12                | 23 dicembre 2000 | W. K. Y. Yeung |
| 41976 -            | 2000 YA15                | 21 dicembre 2000 | T. Pauwels     |
| 41977 -            | 2000 YU15                | 22 dicembre 2000 | LONEOS         |
| 41978 -            | 2000 YX15                | 22 dicembre 2000 | LONEOS         |
| 41979 Lelumacri    | 2000 YK16                | 22 dicembre 2000 | S. Sposetti    |
| 41980 -            | 2000 YG18                | 20 dicembre 2000 | LINEAR         |
| 41981 Yaobeina     | 2000 YD21                | 28 dicembre 2000 | W. K. Y. Yeung |
| 41982 -            | 2000 YE21                | 29 dicembre 2000 | W. K. Y. Yeung |
| 41983 -            | 2000 YL26                | 28 dicembre 2000 | LINEAR         |
| 41984 -            | 2000 YQ26                | 28 dicembre 2000 | LINEAR         |
| 41985 -            | 2000 YY28                | 29 dicembre 2000 | LONEOS         |
| 41986 Fort Bend    | 2000 YR29                | 29 dicembre 2000 | Needville      |
| 41987 -            | 2000 YW29                | 27 dicembre 2000 | T. Kobayashi   |
| 41988 Emilyjoseph  | 2000 YX30                | 27 dicembre 2000 | Spacewatch     |
| 41989 -            | 2000 YX33                | 28 dicembre 2000 | LINEAR         |
| 41990 -            | 2000 YG34                | 28 dicembre 2000 | LINEAR         |
| 41991 -            | 2000 YJ34                | 28 dicembre 2000 | LINEAR         |
| 41992 -            | 2000 YR35                | 30 dicembre 2000 | LINEAR         |
| 41993 -            | 2000 YD38                | 30 dicembre 2000 | LINEAR         |
| 41994 -            | 2000 YX38                | 30 dicembre 2000 | LINEAR         |
| 41995 -            | 2000 YF41                | 30 dicembre 2000 | LINEAR         |
| 41996 -            | 2000 YE43                | 30 dicembre 2000 | LINEAR         |
| 41997 -            | 2000 YG45                | 30 dicembre 2000 | LINEAR         |
| 41998 -            | 2000 YO45                | 30 dicembre 2000 | LINEAR         |
| 41999 -            | 2000 YX45                | 30 dicembre 2000 | LINEAR         |
| 42000 -            | 2000 YT46                | 30 dicembre 2000 | LINEAR         |